# Medea (fresc)
Medea és un fresc provinent de la de Vil·la d'Ariadna, trobat durant les excavacions arqueològiques de l'antiga ciutat d'Estàbia (l'actual Castellammare di Stabia) i conservat al Museu Arqueològic Nacional de Nàpols.

## Història i descripció
El fresc va ser pintat a la primera meitat del segle i, del tercer estil pompeià, com a decoració central d'un panell de paret d'un cubiculum de la Vil·la d'Ariadna, en una zona de la casa reservada exclusivament a les dones. A la mateixa sala també hi havia frescos de Flora, Diana i Leda. Totes aquestes obres van ser trobades l'any 1759 arran de les excavacions arqueològiques encarregades pels Borbons al turó de Varano. En aquell moment, el fresc es va separar de la seva ubicació original, passant a formar part de la col·lecció d'art reial, i posteriorment traslladat al Museu Arqueològic Nacional de Nàpols, en una sala on es conserven nombroses pintures de les vil·les d'Estàbia.
De pur gust hel·lenístic, al fresc d'Estàbia, Medea està representada sobre fons blau, dempeus, en el moment anterior a la mort dels seus fills, després d'haver estat rebutjada per Jàson. Aquest detall es denota per la posició del cap, doblegat, quasi com en voler meditar per venjar-se. La mirada és amenaçadora però alhora malenconiosa i la dona porta a les mans una espasa que encara no l'ha empunyat. La figura sembla immòbil, amb la roba quieta i l'únic moviment el dona la capa, sota la qual Medea intenta amagar-se, com si volgués refugiar-se dels seus sentiments d'odi.